# Trophée européen de course en montagne 1995
Navigation
1994 1996
Le Trophée européen de course en montagne 1995 est une compétition de course en montagne qui s'est déroulée le 15 juillet 1995 à Valleraugue en France. C'est la montée des 4000 marches qui accueille l'épreuve. Il s'agit de la première édition officielle de l'épreuve organisée par la WMRA.

## Résultats
La course féminine se déroule sur un parcours de 10 km et 1 100 m de dénivelé. La principale favorite Isabelle Guillot n'est pas présente car elle est malade. La Suissesse Eroica Spiess s'impose devant ses compatriotes Cristina Moretti et Carolina Reiber pour un podium 100 % suisse. La Suisse remporte logiquement le classement par équipes devant la France et l'Italie.
Le parcours de la course masculine fait 12 km pour 1 200 m de dénivelé. L'Autrichien Helmut Schmuck domine la course pour remporter la victoire. Il devance les Italiens Antonio Molinari et Davide Milesi. L'Italie s'impose au classement par équipes. Elle devance la France et l'Allemagne.

### Individuels
| Rang               | Athlète          | Pays      | Temps       |
| ------------------ | ---------------- | --------- | ----------- |
| Médaille d'or      | Helmut Schmuck   | Autriche  | 56 min 53 s |
| Médaille d'argent  | Antonio Molinari | Italie    | 57 min 25 s |
| Médaille de bronze | Davide Milesi    | Italie    | 58 min 0 s  |
| 4                  | Lucio Fregona    | Italie    | 58 min 39 s |
| 5                  | Aziz Nih         | France    | 58 min 53 s |
| 6                  | Galdino Pilot    | Italie    | 59 min 8 s  |
| 7                  | Martin Sambale   | Allemagne | 59 min 33 s |
| 8                  | Toni Walker      | Suisse    | 59 min 40 s |

| Rang               | Athlète             | Pays      | Temps           |
| ------------------ | ------------------- | --------- | --------------- |
| Médaille d'or      | Eroica Spiess       | Suisse    | 1 h 5 min 17 s  |
| Médaille d'argent  | Cristina Moretti    | Suisse    | 1 h 5 min 20 s  |
| Médaille de bronze | Carolina Reiber     | Suisse    | 1 h 7 min 32 s  |
| 4                  | Johanna Baumgartner | Allemagne | 1 h 7 min 50 s  |
| 5                  | Evelyne Mura        | France    | 1 h 8 min 47 s  |
| 6                  | Nives Curti         | Italie    | 1 h 9 min 34 s  |
| 7                  | Stéphanie Manel     | France    | 1 h 10 min 30 s |
| 8                  | Valeria Colpo       | Italie    | 1 h 10 min 48 s |

### Équipes
| Rang               | Pays                                                                                  | Points |
| ------------------ | ------------------------------------------------------------------------------------- | ------ |
| Médaille d'or      | Italie Antonio Molinari (2e) Davide Milesi (3e) Lucio Fregona (4e) Galdino Pilot (6e) | 9      |
| Médaille d'argent  | France Aziz Nih (5e) Jean-Paul Payet ((9e) Thierry Icart (12e) Sylvain Richard (31e)  | 26     |
| Médaille de bronze | Allemagne Martin Sambale (7e) Dieter Ranftl (11e) Guido Dold (13e) Philipp Kehl (18e) | 31     |

| Rang               | Pays                                                                  | Points |
| ------------------ | --------------------------------------------------------------------- | ------ |
| Médaille d'or      | Suisse Eroica Spiess (1re) Cristina Moretti (2e) Carolina Reiber (3e) | 3      |
| Médaille d'argent  | France Evelyne Mura (5e) Stéphanie Manel (7e) Odile Lévêque (9e)      | 12     |
| Médaille de bronze | Italie Nives Curti (6e) Valeria Colpo (8e) Daniela Spilotti (11e)     | 14     |